# Suspense (droit canonique catholique)
Pour les articles homonymes, voir suspense (homonymie).
En droit canonique catholique, la suspense est une sanction pénale qui ne touche que les clercs. Elle appartient, avec l'excommunication et l'interdit, à la catégorie des censures, ou peines médicinales, parce qu'elles visent avant tout l'amendement du coupable. 

## Historique

### Avant 1983
Le Code de 1917 réservait de longs développements à la censure, qui pouvait également être une peine vindicative et pouvait frapper une collectivité. Les canons 2278 à 2280 de ce code définissent 11 types de suspensions.

### Depuis 1983
Le Code de 1983 est plus bref que celui de 1917. La suspense peut être prononcée par le pape pour tous les clercs ou par les évêques, pour les clercs de leur diocèse. Elle consiste à interdire au clerc des actes du pouvoir d'ordre ou de gouvernement, ou à le priver de son bénéfice, de son salaire ou de sa pension. Contrairement aux autres censures, elle est divisible quant à ses effets, ce qui explique qu'on y ait souvent recouru. Le clerc suspendu peut recevoir les sacrements, mais doit s'abstenir des actes interdits par sa suspense. Il ne perd pas non plus son office ni son droit de résidence (can. 1333).

## Code de droit canon de 1983

### Type de suspense
On distingue dans le Code de droit canonique de 1983 trois types de suspense (can. 1333) qui sont pour les clercs l'interdiction d’exercer des actes ou des droits liés :
- à l’ordre (suspense ab ordinibus)
- à l'administration des sacrements (suspense a divinis)
- au pouvoir de gouvernement (suspense a juridictione)
- à un office (suspense ab officio).

### Peineslatæ sententiæ
Le Code de droit canonique de 1983 distingue trois types de délits sanctionnés par une suspense latæ sententiæ (appliquées sans intervention nécessaire par le seul fait d'avoir commis un délit) :
- célébration de l'eucharistie ou absolution par un clerc n'en ayant pas le pouvoir (can. 1378-2) — il peut s'y ajouter d'autres peines comme l'excommunication ;
- mariage (même civil) attenté par un clerc : viol de l'obligation de célibat ou de l'obligation de non-remariage, dans le cas d'un diacre permanent devenu veuf (can. 1394-1) ;
- réception des ordres en l'absence des lettres dimissoriales (can. 1383) — l'ordinand se voit pour sa part interdire de conférer les ordres pendant une année.

### Autres raisons de suspense
Avec l'interdit, la suspense est la punition de celui qui célèbre ou reçoit des sacrements par simonie, c'est-à-dire vente de biens spirituels (can. 1380). La suspense figure également parmi les peines pouvant frapper :
- le clerc qui fait des avances à son pénitent pendant la confession (can. 1387) ;
- le clerc qui accuse faussement un confesseur du délit précédent (can. 1390) ;
- le clerc concubin ou « qui persiste dans une faute extérieure contre le sixième commandement du Décalogue ».

## Suspendus célèbres
Parmi les clercs ayant été frappés par des suspenses a divinis, on peut citer :
- l'abbé Saunière, curé de Rennes-le-Château, en 1910 ;
- l'abbé de Nantes, fondateur de la Contre-réforme catholique, le 25 août 1966 ;
- Marcel Lefebvre, fondateur de la Fraternité sacerdotale Saint-Pie-X, le 24 juillet 1976 ;
- Leonardo Boff, l'un des chefs de file de la théologie de la libération, en 1974 ;
- Ernesto Cardenal, autre théologien de la libération et ministre de la Culture du gouvernement sandiniste au Nicaragua de 1985 à 2019 ;
- Eugen Drewermann, théologien allemand dissident, en 1992 ;
- Gotthold Hasenhüttl, théologien autrichien, en 2003 ;
- Fernando Lugo, évêque et homme politique paraguayen, élu président le 20 avril 2008 ;
- L'abbé Francis Michel (célèbre pour avoir célébré une messe "anti-Macron" en soutien de gilets jaunes), en 2016, pour avoir détourné les dons de fidèles[2].

La suspense a été envisagée dans le cas de Jean-Bertrand Aristide lorsqu'il a été élu président d'Haïti, en 1990.